# Модест Мусоргски
Модест Петрович Мусоргски (1839 – 1881) (на руски: Моде́ст Петро́вич Му́соргский) е руски композитор, автор на известни опери върху теми от руската история.

## Биография
Роден е на 9 (нов стил – 21) март 1839 година в Торопецки уезд, Псковска губерния. Неговият баща произлиза от стар дворянски род Мусоргски. Модест завършва курс в бивше гвардейско училище, за кратко служи в Преображенския полк, след това в главното инженерно управление в Министерството на държавните имущества и в Държавния контрол.
Музикалните събирания у Балакирев оказват влияние на артистичното развитие на Мусоргски, изяснявайки истинското му призвание и подтиквайки го да обърне внимание на музикалните занимания. Под ръководството на Балакирев Мусоргски чете оркестрови партитури, запознава се с анализите на музикалните произведения и критическите им оценки.
По-рано Мусоргски учи пиано при Герк и става добър пианист. Въпреки че не учи пеене, Мусоргски притежава сравнително красив баритон и е нелош изпълнител на вокална музика. През 1852 година фирмата Бернард в Санкт-Петербург издава пиеса на Мусоргски. Композиторът пише две Скерца, от които едното прилага за оркестър и през 1860 година е изпълнено на концерт на Руското музикално общество, под диригентството на А. Г. Рубинщайн.
След това Мусоргски пише няколко романса и се заема с музиката към трагедията на Софокъл „Едип“, която така и не завършва. Само един хор от музиката към „Едип“, допълнен в концерта на К. Н. Лядов през 1861 г., е издаден посмъртно сред последните произведения на Мусоргски. За оперната обработка композиторът отначало избира романа на Флобер „Саламбо“, но скоро оставя работата незавършена, също както и започната музика към сюжета на „Женитба“ от Гогол.
Известност за Мусоргски донася операта му „Борис Годунов“, поставена на сцената на Мариинския театър в Санкт-Петербург през 1874 година. Тя е призната в някои музикални кръгове като образцово произведение. В течение на следващите десет години „Борис Годунов“ се поставя на сцена 15 пъти и след това се сваля от репертоара. Едва в края на ноември 1896 година „Борис Годунов“ отново вижда бял свят, но в малко по-различен вид. Н. А. Римски-Корсаков поправя, преименува отново и поставя операта на сцената в Голямата зала на музикалното общество (новата сграда на Консерваторията). В нея участват членовете на „Обществото на музикалните събрания“. Фирмата Бисел и Ко в Санкт-Петербург пуска по същото време новия клавираусцуг на „Борис Годунов“. В предисловието към него Римски-Корсаков изяснява причините, които го подбуждат да се заеме с тази преработка, а именно лошата фактура и оркестрация. В Москва операта „Борис Годунов“ е поставена първо на сцената на Болшой театър през 1888 г.
През 1875 година Мусоргски започва драматичната опера („народна музикална драма“) „Хованщина“ (с исторически сюжет, написана по предложение на В. В. Стасов), едновременно работейки и над лирико-комедийната опера „Сорочинская ярмарка“ („Сорочинския панаир“, отново по Гогол). Мусоргски почти завършва музиката и текста към операта „Ханство“, но остава незавършена инструменталната ѝ партия. По-късно Римски-Корсаков продължава, напълно завършва и пригодява операта за сцена. Композиторът не успява да завърши и „Сорочинския панаир“, над който работят впоследствие А. К. Ледков, Ц. А. Кюи, В. Г. Каратигин и други музиканти.
Фирмата Бисел и Ко издава партитурите и клавираусцунга на „Хованщина“ (1883 г.). През 1886 година операта се изпълнява на сцената на Музикално-драматичния кръг в Санкт-Петербург, под диригентството на С. Ю. Холдщайн, а след това, през 1893 г., на сцената на Кононовската зала в Петербург. Също така при приятеля му Сетов в Киев през 1892 година.
Композиторът умира на 16 (стар стил – 28) март 1881 година. Погребан е в Тихвинското гробище.
През 20-те години на XX век П. А. Лам и Б. В. Асафиев извършват огромната работа за възстановяването на авторските редакции на Мусоргски, преработени неведнъж от съвременници и наследници в музиката. Дмитрий Шостакович създава нови оркестрови редакции на оперите „Борис Годунов“ (1940 г.) и „Хованщина“ (1959). Самостоятелният вариант на „Сорочинския панаир“ е завършен и оркестрован от В. Я. Шебалин.
През 1968 година в село Наумово (сега Куниински район в Псковска област) се открива Музей-имение на Мусоргски.

## Творчество
Руският композитор е част от музикалните дейци от края на XIX, стремящи се към формирания вече реализъм. Естетическите възгледи на Модест Мусоргски са силно свързани с разцвета на националното самосъзнание от 60-те години на века, с идеите на руските революционни демократи, а през 70-те години и с такива течения в Русия, като народничеството. Център на неговото творчество е също така народът като „личност, въодушевена от единната идея“.
Мусоргски е типично руски композитор. Националността му е определяща за музикално-творческото му изразяване. Това проличава в умението му да използва народните мотиви, да извлича същността от музиката, от нейните мелодични, хармонични и ритмически особености, и най-вече в избора му на сюжети, преди всичко от руския живот. Композиторът ненавижда рутината, за него в музиката не съществуват авторитети, не обръща особено внимание и на правилата в музикалната граматика, съзирайки в тях не научни положения, а само съвкупност на композиторски практики от предишни епохи. Навсякъде Мусоргски се отдава на дръзката си фантазия, винаги се стреми към новото. С лекота му се удава хумористичната музика, ето защо той е толкова разнообразен, остроумен и находчив в този жанр.
От друга страна Модест не обича да се задържа върху лирични теми, които трудно му се удават. Композиторът се обръща предимно към селския руски живот, описва колоритните образи от нейните красоти и богатства и едва там намира за себе си дълбокото-драматично музикално изражение на тежката, безизходна мъка, прикрита под външния хумор.
Въпреки че често е обвиняван в небрежност, музикална неграмотност и бездарност, бъдещето показва, че приносът на Мурогски е наистина значим за руската класическа музика. Музикалният език на композитора, който всъщност продължава традициите, очертани от М. И. Глинка и А. С. Даргомижки, е толкова радикално нов, че много от неговите находки се възприемат и развиват едва през XX век. Това са многопластовата „полифоническа“ драматургия от неговите опери, неговото свободно изразяване в различни форми, далечни от нормите на западноевропейската класика (в това число от характерната сонатност), а също така неговата мелодика – естествена, „сътворена от говора“, произлизаща от интонациите на руската реч и песни; мелодика, която придобива съответстваща и чувствена форма за всеки индивидуален персонаж. Също толкова индивидуален е и хармоничният език на Мусоргски, където елементите на класическата функционалност се съчетават с принципите на народно-песенните ладови характеристики, с импресионистичните практики и с последователността в звучението на експресионистичната планировка.
Като симфонист Мусоргски не е добър композитор. Не е добър и в оркестрацията на произведенията, но въпреки това те не са лишени от колоритност и сполучливо разнообразие. Това се дължи най-вече на неумението и нежеланието на Модест да завършва тематичните си материали и музикалните си идеи в типичните за XIX век форми, което е характерно едва за следващия век.
Творческите открития и новаторството на Мусоргски в областта на музикалната декламация и хармонията привличат вниманието на Клод Дебюси, Морис Равел и други композитори. Влияние оказва върху почти всички значителни композитори на XX век, в това число С. С. Прокофиев, И. Ф. Стравински, Дмитрий Шостакович, Л. Яначек, О. Месиен.

## Основни произведения
Опери
- „Саламбо“ – 1866, незавършена
- „Женитба“ – 1868, само 1-во действие (продължавана от М. М. Иполитов-Иванов, 1931 и Г. Н. Рождественски, 1985)
- „Борис Годунов“ – 1869, втора редакция – 1874 (продължавана от Римски-Корсаков, 1896 и Шостакович, 1959)
- „Хованщина“ – 1872 – 80 (завършена от Римски-Корсаков, 1883, редактирана от Шостакович 1959)
- „Сорочинская ярмарка“ („Сорочински панаир“) – 1880 (завършена от Цезар Кюи, редактирана от В. Я. Шебалин, 1931)

За оркестър
- Скерцо – 1858
- Интермецо – 1867
- Нощ на голия връх – 1867
- Марш за Превземането на Карс – 1880

За пиано
- Картини от една изложба – 1874 (приложение за оркестър от М. Равел – 1922)

За хор и оркестър
- трагедия „Цар Едип“ от Софокъл – 1860
- „Поражението на Сенахериб“ – 1867

За солисти, хор и пиано
- Исус Навин – 1877

За вокал и пиано
- сборник „Млади години“ – 1865
- циклите „Детска“ (1872), „Без слънце“ (1865), „Песни и пляски за смъртта“ (1875 – 77)
- песни и романси върху текстове от Н. А. Некрасов, А. К. Толстой, Т. Г. Шевченко, А. В. Колцов, други поети и върху собствени текстове, както записи и обработка на народни песни